# Malms flygfält
Denna artikel handlar om stadsdelen, för flygfältet se Helsingfors-Malm flygplats
Malms flygfält (fi. Malmin lentokenttä) är en stadsdel och en del av Malms distrikt i Helsingfors stad.
Malms flygfält upptas till största delen av Helsingfors-Malm flygplats, men det finns också bostäder i områdets utkanter, speciellt i de västra delarna av stadsdelen.
Det har länge funnits planer på att stänga flygfältet och bygga bostäder på området. Den statliga flygplatsoperatören Finavia återtog den 31 december 2016 sina tjänster från Malms flygplats. Från och med 1 januari 2017 är den nya operatören Malmi Airfield Association med ett 3-årigt avtal. Helsingfors stad har påbörjat planeringen av bostadsområdet. 